# Synagoga w Grabowie nad Prosną
Synagoga w Grabowie nad Prosną – synagoga znajdująca się w Grabowie nad Prosną przy ulicy Kępińskiej 13.
Synagoga została zbudowana w 1857 roku. Podczas II wojny światowej hitlerowcy zdewastowali synagogę. Po zakończeniu wojny budynek synagogi służył jako kino „Prosna”, a następnie magazyn meblowy, a obecnie Sala Królestwa Świadków Jehowy.
Murowany budynek synagogi wzniesiono na planie prostokąta. We wschodniej części znajdowała się główna sala modlitewna, a w zachodniej przedsionek, nad którym znajdował się babiniec. Do dziś zachował się częściowo wystrój zewnętrzny oraz niewielka apsyda we wschodniej części. Wykuto nowe otwory okienne. Na jednej ze ścian znajduje się tablica upamiętniająca istnienie synagogi.